# نوجان
نوجان روستایی از توابع بخش آسارا شهرستان کرج در استان البرز ایران است.
مردم این روستا به زبان بومی کرج، صحبت می‌کنند.
آتشگاه در استان البرز را می توان یکی از راههای رسیدن به این محل زیبا دانست.

## جمعیت
این روستا در دهستان آدران از بخش آسارا قرار دارد و براساس سرشماری مرکز آمار ایران در سال ۱۳۸۵، جمعیت آن ۳۲۸ نفر (۹۸خانوار) بوده‌است.

## تاریخچه
در جلد نخست کتاب فرهنگ جغرافیایی ایران نوشته حسینعلی رزم‌آرا که در تیرماه ۱۳۲۸ به چاپ رسیده است ، درباره نوجان اینگونه آمده است که نشان دهنده وضعیت این منطقه در آن دوران است :  نوجان  دهی جزء دهستان ارنگه بخش کرج شهرستان تهران است. در ۲۰ کیلومتری شمال کرج و ۳ کیلومتری باختر جاده کرج به چالوس. کوهستانی و سردسیر ، دارای ۴۶۱ سکنه شیعه مذهب و فارسی زبان. دارای چشمه‌سار. محصولات غلات ، باغات میوه ، لبنیات و عسل . شغل مردم زراعت و گله‌داری و کرباس بافی . دارای راه مالرو. 